# MathType
MathType은 위지윅(WYSIWYG) 방식의 수식 편집 소프트웨어이며, 미국의 Design Science사에 의해 개발되었다. 1987년 v1.0이 출시되었으며, 이후 MathType의 기능 제한 버전인 Equation Editor가 몇몇 워드 프로세서에 번들로 포함되면서 널리 사용되었다.

## 버전 역사
디자인 사이언스는 다음 버전의 MathType를 출시하였다:
- MathType 1.0 (1987)
- MathType 3.5 (1997)
- MathType 4.0 (1999)[1]
- MathType 5.0 (2001)[2]
- MathType 6.0 (2007)[3]
- MathType 6.5 (2008)[4]
- MathType 6.6 (2009)[5]
- MathType 6.7 (2010)
- MathType 6.8 (2012)
- MathType 6.9 (2013)
- MathType 7.0 (2018)

## 같이 보기
- 매스잭스
- MathML
- 매스매직